# Naklo
Naklo je naselje v občini Naklo.
Prvič je bilo omenjeno leta 1241. Obdajata ga gozdova Udin Boršt in Dobrava ter vasi Cegelnica, Strahinj, Polica, Okroglo in Podreber, ki so tudi del Občine Naklo. Leta 1983 mu je bila priključena Pivka, ki je bila do takrat samostojno naselje. Zavetnik prekrasne baročne župnijske cerkve je Sveti Peter, sama cerkev pa je bila zgrajena leta 1735, njena predhodnica pa se omenja že leta 1348.
V Naklem sta se rodila zdravnik in diplomat Gregor Voglar ter škof Jernej Legat.